# Deutsche Botschaft Santo Domingo
Die Deutsche Botschaft Santo Domingo ist die diplomatische Vertretung der Bundesrepublik Deutschland in der Dominikanischen Republik.

## Lage und Gebäude
Die Kanzlei der Botschaft befindet sich im Quartier Sarasota des Stadtviertels Bella Vista im Südwesten der dominikanischen Hauptstadt Santo Domingo. Die Straßenadresse lautet: Edificio EQUINOX, Avenida Núñez de Cáceres No. 11 (e / Sarasota y Rómulo Betancourt), Ensanche Bella Vista, Santo Domingo.
Die Büros befinden sich im 5. und 6. Stockwerk des modernen Bürogebäudes EQUINOX, in dem auch die Vertretungen von Italien und den Niederlanden untergebracht sind.

## Auftrag und Organisation
Die Botschaft Santo Domingo hat den Auftrag, die deutsch-dominikanischen Beziehungen zu pflegen, die deutschen Interessen gegenüber der Regierung der Dominikanischen Republik zu vertreten und die Bundesregierung über Entwicklungen in der Dominikanischen Republik zu unterrichten.
In der Botschaft bestehen die Arbeitsbereiche Politik, Wirtschaft sowie Kultur und Bildung.
Das Referat für Rechts- und Konsularaufgaben der Botschaft bietet deutschen Staatsangehörigen alle konsularischen Dienstleistungen und Hilfe in Notfällen an. Der konsularische Amtsbezirk der Botschaft umfasst die ganze Dominikanische Republik sowie das Nachbarland Haiti. Die Visastelle erteilt Einreisegenehmigungen für dominikanische und haitianische Staatsangehörige und in der Dominikanischen Republik und in Haiti wohnhafte Bürger dritter Staaten, soweit diese der Visumspflicht unterliegen. Ausnahme sind Visa für den Schengen-Raum für Haitianer, die sich an die Botschaft Frankreichs in Port-au-Prince wenden müssen.

## Geschichte
Die Bundesrepublik Deutschland richtete am 11. September 1953 eine Gesandtschaft in Santo Domingo ein, die am 25. März 1955 in eine Botschaft umgewandelt wurde.
Zwischen der DDR und der Dominikanischen Republik bestanden keine diplomatischen Beziehungen.